# Jumpseat (Satellit)

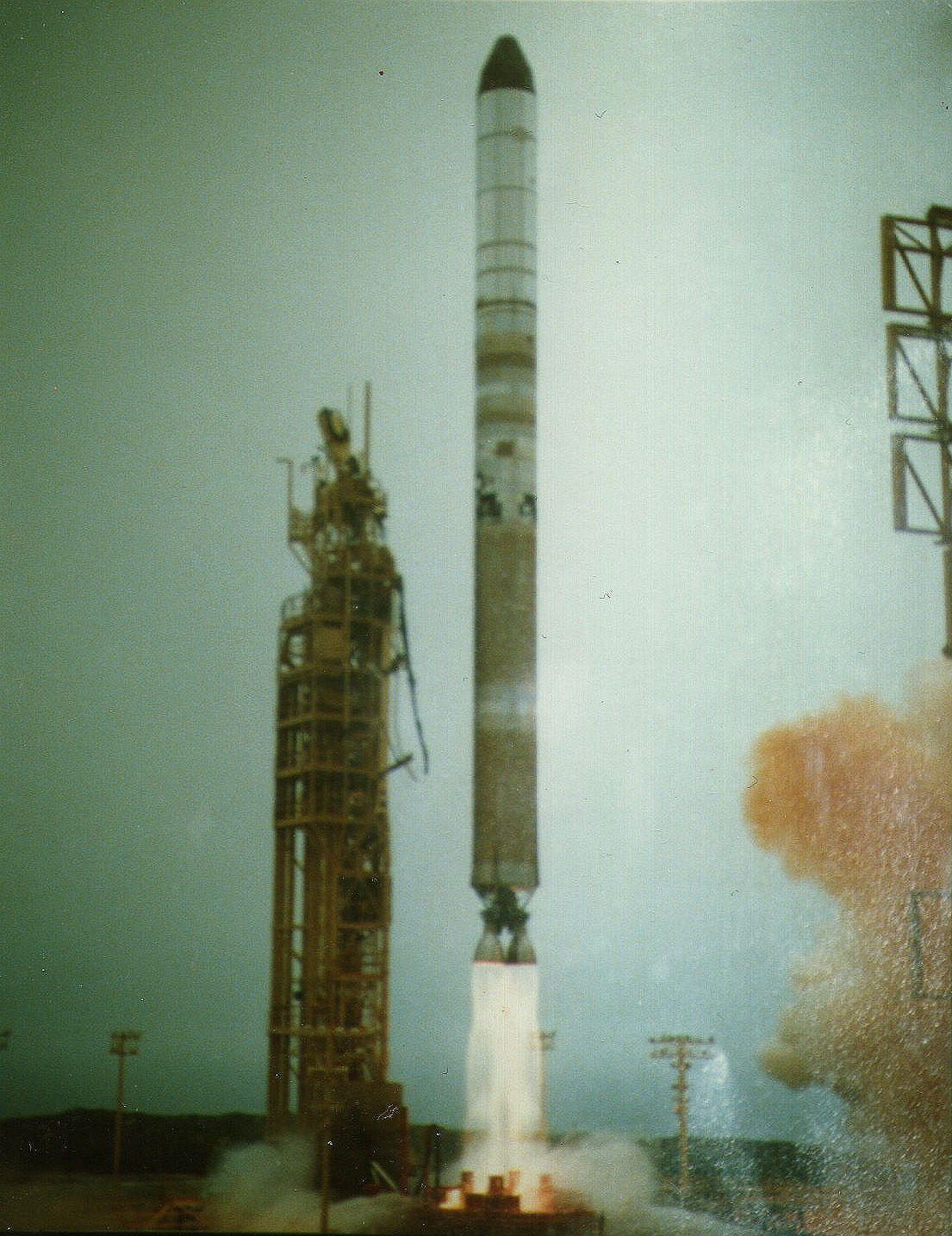
Start vom Jumpseat 3

Die Satelliten der Jumpseat-Reihe (auch bekannt unter dem Code AFP-711) waren US-amerikanische Aufklärungssatelliten, welche in den 1970ern und 1980ern gestartet wurden. Betrieben wurden die Satelliten vom National Reconnaissance Office für die US Air Force. Abgelöst wurde die Jumpseat-Serie von den Trumpet-Satelliten.

## Technische Daten
Hughes Space and Communications baute die Satelliten ähnlich wie die Satelliten der 4. Intelsat-Generation auf Basis ihres HS-318-Satellitenbusses. Sie wogen jeweils etwa 700 kg und maßen 2 × 2 × 4 Meter. Zwei Sorlarpaneele und Batterien versorgen die Satelliten mit Strom. Des Weiteren waren sie spinstabilisiert und mit einer großen Parabolantenne ausgerüstet.
Die Aufgabe der Satelliten war es, sowjetische Warnradare für ballistische Raketen im Norden Russlands aufzuspüren. Auf ihren elliptischen Umlaufbahnen bewegten sie sich während des größten Teils ihrer Umlaufzeit sehr langsam über die nördliche Hemisphäre, wodurch die Radarsignale abgefangen werden konnten. Die Satelliten waren außerdem mit SIGINT-, COMINT- und ELINT-Nutzlasten ausgerüstet, um die Signale sowjetischer Molnija-Satelliten abzufangen. Es wurde auch von einer integrierten Frühwarnnutzlast berichtet.
Alle Jumpseat-Satelliten wurden in hochelliptische Molnija-Umlaufbahnen mit einer Neigung von 63° und einer Umlaufdauer von etwa 12 Stunden gestartet. Die Umlaufbahnen glichen denen der Quasar-Satelliten. Die Jumpseat-Satelliten arbeiteten einigen Quellen zufolge zusammen mit den Satelliten des Program 801. Bodenstationen befanden sich in
- Pine Gap nahe Alice Springs,  Australien,
- Bad Aibling Station,  Deutschland,
- Menwith Hill,  Vereinigtes Königreich und
- Misawa Air Base,  Japan.

## Liste der Satelliten
Insgesamt fanden sieben Starts statt, wovon einer fehlschlug und einer nur teilweise erfolgreich war. Alle Starts erfolgten auf Titan-III-Trägerraketen vom Space Launch Complex 4 der Vandenberg Air Force Base.
| Name       | OPS-Bezeichnung | Startdatum (UTC)       | Trägerrakete         | Startplatz   | NSSDC ID  | Orbit                               | Bemerkungen                                               |
| ---------- | --------------- | ---------------------- | -------------------- | ------------ | --------- | ----------------------------------- | --------------------------------------------------------- |
| Jumpseat 1 | OPS-4788        | 21. März 1971 03:45    | Titan 3(33)B/Agena-D | VAFB, SLC-4W | 1971-021A | 33.800 × 390 km, 63,2°, 596,7 min   |                                                           |
| Jumpseat 2 | OPS-1844        | 16. Februar 1972 09:59 | Titan 3(33)B/Agena-D | VAFB, SLC-4W | -         | -                                   | Fehlstart; Satellit geht verloren                         |
| Jumpseat 3 | OPS-7724        | 21. August 1973 16:07  | Titan 3(33)B/Agena-D | VAFB, SLC-4W | 1973-056A | 39.296 × 460 km, 63,3°, 705,7 min   |                                                           |
| Jumpseat 4 | OPS-2439        | 10. März 1975 04:41    | Titan 3(34)B/Agena-D | VAFB, SLC-4W | 1975-017A | 39.337 × 295 km, 63,5°, 707,0 min   |                                                           |
| Jumpseat 5 | OPS-6031        | 25. Februar 1978 05:00 | Titan 3(34)B/Agena-D | VAFB, SLC-4W | 1978-021A | 39.337 × 311 km, 63,2°, 703,7 min   |                                                           |
| Jumpseat 6 | OPS-7225        | 24. April 1981 21:32   | Titan 3(34)B/Agena-D | VAFB, SLC-4W | 1981-038A | 708 km × 188 km, 62,7°, 93,0 min    | Nutzlasttrennung fehlgeschlagen; Satellit verblieb im LEO |
| Jumpseat 7 | OPS-7304        | 31. Juli 1983 15:41    | Titan 3(34)B/Agena-D | VAFB, SLC-4W | 1983-078A | 39.321 × 1.028 km, 63,4°, 717,1 min |                                                           |